# Göte Wahlström
Göte Peter Wahlström, född 15 mars 1951 i Bankeryds församling i Jönköpings län, är en svensk politiker (socialdemokrat). Han var ordinarie riksdagsledamot 1998–2010, invald för Jönköpings läns valkrets.
I riksdagen var Wahlström ledamot i socialförsäkringsutskottet 2002–2010 och ledamot i Nordiska rådets svenska delegation 2006–2010. Han var även suppleant i bostadsutskottet, socialförsäkringsutskottet och riksbanksfullmäktige.
Han är drifttekniker till yrket.